# San José (Honduras)
San José es un municipio del departamento de La Paz en la República de Honduras.

## Toponimia
Su nombre es en honor a José de Nazaret, santo de la iglesia católica.

## Límites
| Orientación | Límite                                   |
| ----------- | ---------------------------------------- |
| Norte       | Municipio de Santa María, La Paz         |
| Sur         | Municipio de Chinacla, La Paz            |
| Este        | Municipio de Santa María, La Paz         |
| Este        | Municipio de San Pedro de Tutule, La Paz |
| Oeste       | Departamento de Intibucá                 |
| Oeste       | Municipio de Marcala, La Paz             |

Está situado a la margen derecha del Río San Antonio, cerca de la Montaña El Pacayal.

## Historia
Al crear el Departamento de La Paz, San José era uno de los municipios que formaban el Círculo de Marcala.
En 1989, en el anuario estadístico de Antonio Vallejo de 1989 menciona que este poblado se estableció en el lugar llamado Suyaguare en la Sierra que queda al sur de la Ciudad de La Paz, y cuya fundación data desde 1849.
En 1864, se le dio su categoría de municipio.

## División Política
Aldeas: 4 (2013)
Caseríos: 45 (2013)
| Código | Aldea            |
| ------ | ---------------- |
| 121201 | San José         |
| 121202 | El Aguacatal     |
| 121203 | El Pedernal      |
| 121204 | La Florida       |
|        | El Guayabal      |
|        | La Laguna        |
|        | Guascotoro       |
|        | Las Delicias     |
|        | Camalotes I y II |
|        | Pule             |
|        | Cerro Bueno      |